# Arne Domnérus

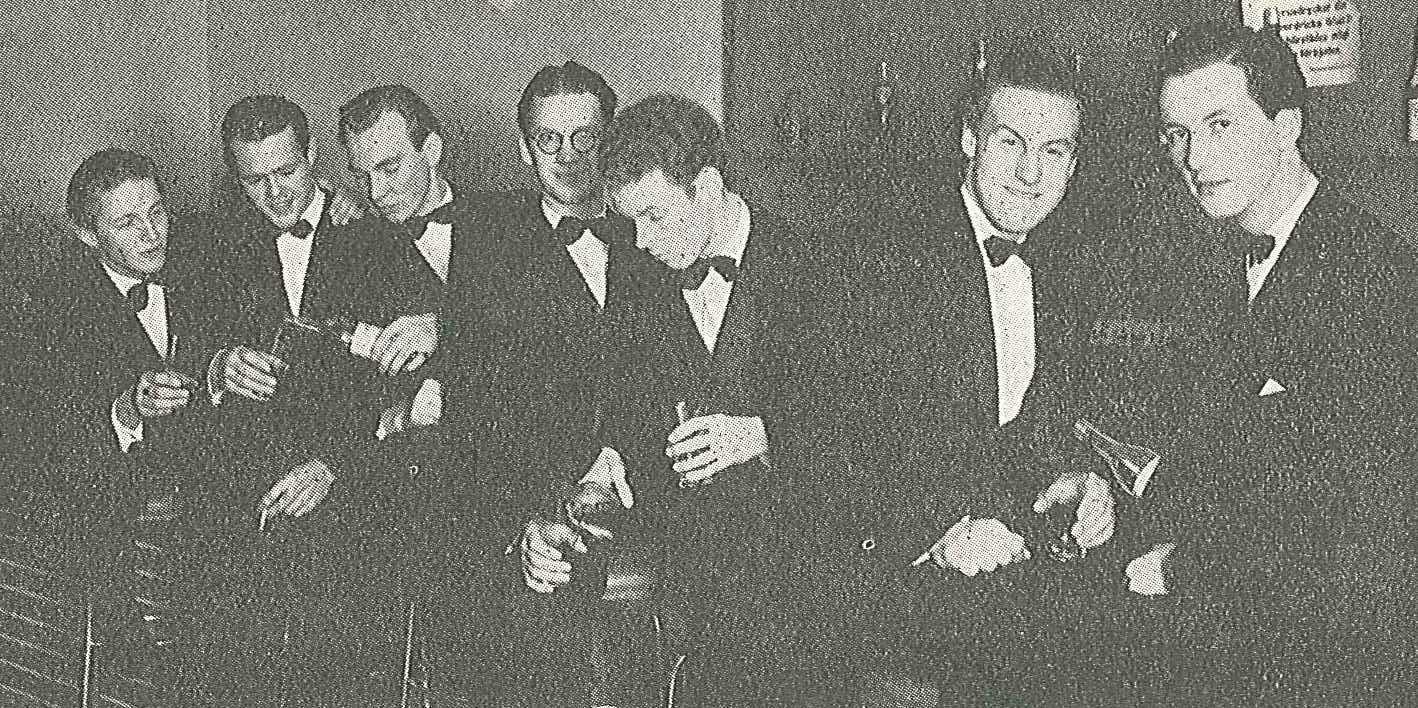
Arne Domnérus (längst till höger) som ledare för orkestern på danssalongen Wivex i Sundsvall 1942. Bandet består i övrigt av (från vänster) Tage Hansson, Göte Eriksson, Åke Nilsson, Arvid Sundin, Stig ”Lalle” Johansson och Ernst Henning.

Sven Arne Domnérus, född 20 december 1924 i Solna församling, död 2 september 2008 i Stockholm, var en svensk jazzmusiker (altsaxofonist, klarinettist) och orkesterledare, som ofta räknas som en av den svenska jazzens förgrundsgestalter.

## Biografi
Domnérus inspirerades tidigt av saxofonister som Johnny Hodges och Benny Carter, men kom med bebopens inträde på 1940-talet även att inhämta influenser från Charlie Parker och Lee Konitz. Efter ett engagemang i Sam Samsons orkester fick han anställning som kapellmästare i Sundsvall 1942, och framträdde under 40-talet med ett flertal orkestrar. År 1947 började han spela med Simon Brehms orkester, och senare även med Thore Ehrlings orkester och Parisorkestern. Under hösten 1950 spelade Domnerus med Charlie Parker under dennes Sverigeturné, och 1951 startade han en egen orkester, det så kallade ”Nalenbandet”, med Nalen i Stockholm som huvudscen. I Nalenbandet ingick Rolf Ericson (trumpet), Lars Gullin (barytonsaxofon), Rolf Blomquist (tenorsaxofon), Gunnar Svensson (piano), Yngve Åkerberg (bas) och Jack Norén (trummor).
Under 1950-talet medverkade Domnérus på inspelningar med amerikanska jazzmusiker som Clifford Brown och Art Farmer, och i början på 1960-talet samarbetade han med Quincy Jones. Han spelade 1956–1965 i Radiobandet under Harry Arnold, och var 1967–1978 ledare för Radiojazzgruppen. Domnérus blev också känd för sina tolkningar av folkmusik och kyrkomusik, och komponerade även musik för teaterföreställningar, exempelvis Stockholms stadsteaters uppsättning av Tolvskillingsoperan 1964.
Hos Statens musikverk/Svenskt visarkiv finns cirka 600 arrangemang ur Domnérus orkestermapp, med arrangörer som Georg Riedel, Gunnar Svensson, Bengt-Arne Wallin med flera. 
Arne Domnérus är gravsatt i minneslunden på Spånga kyrkogård.

## Priser och utmärkelser
- 1955 – Gyllene skivan för Rockin’ Chair
- 1967 – Gyllene skivan för Mobil
- 1971 – Grammis, ”Årets jazzproduktion” för Fancy (Arne Domnérus Trio)
- 1978 – Gyllene skivan för Duets for Duke (med Bengt Hallberg)
- 1988 – Jan Johansson-stipendiet
- 1989 – Ledamot nr 867 av Kungliga Musikaliska Akademien
- 1989 – Thore Ehrling-stipendiet
- 1994 – Illis quorum i åttonde storleken
- 1999 – Gyllene skivan för Face to Face (med Bernt Rosengren)
- 2000 – Django d'Or, "Master of Jazz"
- 2002 – Litteris et Artibus
- 2003 – Medaljen för tonkonstens främjande[5]
- 2004 – Professors namn

## Diskografi (Originalinspelningar på LP och CD)
- 1959 – When Lights Are Low. LP. Telefunken BLE 14120[6]
- 1961 – Arne Domnérus. LP. Metronome MLP 15062[7]
- 1961 – Come Listen with Me. LP. Telefunken : BLE 14179-P[8]
- 1964 – Musik under stjärnorna. LP. RCA International Camden NL 40199[9]
- 1970 – Fancy. LP. Gazell GMG-1219[10]
- 1971 – Dedikation. LP. Megafon MFLP S 17[11]
- 1972 – Dialog. Arne Domnérus & Rune Gustafsson. LP. Megafon MFLP S 19[12]
- 1972 – I Let a Song Go Out. LP. RCA Victor LSA 3128[13]
- 1973 – Scandinavian Design. LP. RCA YSPL1-587[14]
- 1974 – Svarta får. Arne Domnérus & Rune Gustafsson. LP. Sonet SLP 2559[15]
- 1975 – Come Sunday. Storkyrkans kör & Arne Domnérus jazzgrupp. LP[16]
- 1975 – I'll Be Seeing You. Arne Domnerus and his Big Band.  LP. RCA International YSJL 1-565
- 1975 – Antiphone Blues. Arne Domnérus & Gustaf Sjökvist (orgel). LP.[17]
- 1975 – Reflexioner. Filharmonins blåsarkvintett, Stockholm & Arne Domnérus sextett. LP. Megafon MFLP S 23[18]
- 1975 – We Love You Madly. LP. Philips 6316 057[19]
- 1975 – Sabra. LP. RCA YSPL1-571[20]
- 1976 – Hällristningar. Gustaf Sjökvist & Arne Domnerus jazzgrupp. LP.[21]
- 1976 – Arne Domnérus spelar Povel Ramel. LP. Sonet SLP-2578[22]
- 1976 – Jazz at the Pawnshop. 2. LP. Proprius PROP 9544
- 1976 – Good Vibes. Arne Domnérus' Group featuring Lars Erstrand. LP. Proprius PROP 9558
- 1977 – Jazz i kyrkan. LP. Sonet : SLP 2587[23]
- 1977 – Vi äro musikanter. En musikalisk kabaret av Björn Barlach och Åke Cato. LP. Sonet SLP 2597[24]
- 1978 – Ja, vi älskar. Arne Domnérus sekstett. LP. Zarepta ZA 36010[25]
- 1978 – Duets for Duke. Arne Domnérus & Bengt Hallberg. LP. Sonet SLP 2618[26]
- 1979 – Raptous Reeds. Arne Domnérus & Bob Wilber. LP. Phontastic PHONT 7517[27]
- 1979 – Downtown Meeting. LP. Phontastic PHONT 7518[28]
- 1979 – Vårat gäng. LP. Sonet SLP 2647[29]
- 1979 – The Sheik. Jimmy Rowles & Arne Domnérus Kvintett. LP. Four Leaf Clover FLC 5038[30]
- 1980 – Bröst-toner. LP. Four Leaf Clover FLC 5040[31]
- 1980 – A.D. 1980. LP. Phontastic PHONT 7529[32]
- 1981 – Duke's Melody. LP. Phontastic PHONT 7533[33]
- 1981 – Svenska truddelutter. LP. Phontastic PHONT 7534[34]
- 1981 – Fragment. LP. Phontastic PHONT 7536
- 1981 – Evergreens from Kanaan. Arne Domnérus Kvartett. LP. Phontastic PHONT 7539
- 1982 – Blue and Yellow. A Swedish Rhapsody. LP. Phontastic PHONT 7538[35]
- 1983 – Conversation. LP. Polar POLS 368[36]
- 1983 – Skyline Drive. Arne Domnérus, Bengt Hallberg and The Swedamerican All Stars featuring Benny Carter. LP. Phontastic PHONT 7540[37]
- 1985 – Portrait of Porter. LP. Phontastic PHONT 7561[38]
- 1987 – Blåtoner fra Troldhaugen. Fritt efter Edvard Grieg.  Arne Domnérus kvartett. CD. Kirkelig kulturverksted FXCD 65[39]
- 1988 – Secret Love. A Playroom for Jazz. LP. Beaver BRLP 007[40]
- 1990 – When Lights Are Low. CD. Salut SALP 8434[41]
- 1990 – Dompan At The Savoy. Arne Domnérus Quartet featuring Ulf Johansson. CD. Phontastic PHONT NCD 8806[42]
- 1991 – Sketches of Standards. CD. Arne Domnérus & Rune Gustafsson. CD. Proprius PRCD 9036[43]
- 1992 – Hot Hats Including Fats. A Tribute to Fats Waller and His Rhythm. CD. Phontastic PHONT NCD 8812[44]
- 1993 – Sugar Fingers. Arne Domnérus Quartet with Jan Lundgren at the piano and featuring Lars Erstrand. CD. Phontastic PHONT NCD 8831[45]
- 1994 – Får jag lov... eller ska vi dansa först. CD. Gazell GAFCD-1042[46]
- 1994 – Arne Domnérus Sextet in concert with Bengt Hallberg & Rolf Ericson. CD. Phontastic PHONT CD 9303[47] - Insp. 1978
- 1994 –  Innerlig = Heartfelt. Traditionals, Jazz and Classics. CD. Proprius PRCD 9110[48]
- 1995 – Black Beauty. Joya Sherril sings. Arne Domnérus & friends play with the Duke in mind. CD. Phontastic PHONTNCD 8834[49]
- 1995 – Live Is Life. Arne Domnérus and friends. CD. Proprius PRCD 9142[50]
- 1996 – Happy Together (med Putte Wickman)
- 1997 – Arne Domnérus Septet in Concert. CD. Caprice CAP 21526[51]
- 1997 – Easy Going. Arne Domnérus Quartet featuring Jan Lundgren. CD. Gazell GAFCD-1041[52]
- 1998 – A Little Bossa Nova. Arne Domnérus And His Bossa Orchestra. CD. Gazell GAFCD-1043[53]
- 1999 – Face to Face. Arne Domnérus & Bernt Rosengren. CD. Dragon DRCD 344[54]
- 2001 – Dompan! The Arne Domnérus Quartet. CD. Fresh Sound : FSR 5032[55]
- 2004 – What Kind of Fool Am I. CD. Ladybird Productions LBCD 80[56]
- 2005 – Ett dagsverke. Borås läroverk måndag den 21 oktober 1963. CD. Gazell GAFCD-1089[57]

## Filmografi
- 1949 – Kvinnan som försvann
- 1955 – Danssalongen